# Kopské sedlo
Kopské sedlo (1750 m) je sedlo v hřebeni Východních Tater, oddělující Vysoké Tatry od Belianských Tater. Jižně od něj hřeben stoupá do Predného Kopského sedla (1778 m), severně do Vyšného Kopského sedla (1934 m). Sedlo od sebe odděluje doliny Zadné Meďodoly na západě a Predné Meďodoly na východě. V místním dialektu se označují za Koperšády. Přestože je Kopské sedlo geomorfologickou hranicí, geologicky patří plně k Belianským Tatrám – jeho podklad je vápencový. S tím souvisí pestrá vápnomilná flóra luk oblasti sedla.

## Turistické trasy přes sedlo
Kopské sedlo je přístupné ze tří stran:
- od jihu po modré značce, která vede z Tatranských Matliarů Dolinou Kežmarskej Bielej vody, poté odbočuje nahoru Dolinou Bielych plies do Predného Kopského sedla (1778 m) a sestupuje do Kopského sedla. Tato trasa představuje nenáročnou, ale dlouhou vycházku (4:45 hod). Návrat je možný několika variantami, případně pokračováním na sever.
- od severu po modré turistické značce z Tatranské Javoriny nejprve Javorovou dolinou a dále dolinou Zadné Meďodoly až do sedla (3:45 hod). Tato turistická trasa je jednou z nejkrásnějších a zároveň nejpohodlnějších turistických tras v oblasti Tater. Až po zastávku pod vrchem Havran je upravena jako bezbariérová cesta. Bohužel řada úseků byla poškozená povodní v létě 2008.
- od severu ze Ždiaru po zelené značce (a zároveň naučné stezce) přes hřeben Belianských Tater. Trasa prudce stoupá Monkovou dolinou, v horní části pak mírněji pokračuje úvalem Široké doliny do Širokého sedla (1826). Následuje traverz pod hřebenem Belianských Tater do nejvyššího bodu trasy, Vyšného Kopského sedla (1934 m). Odtud vede do Kopského sedla krátký sestup. Tato trasa je fyzicky náročná a relativně dlouhá (4:40 hod), poskytuje však nádherné rozhledy a patří k nejkrásnějším tatranských cestám. U vstupu do Monkovy doliny se neplatí vstupné, jak tomu v minulosti bylo. Trasa je obousměrná, nikoliv jednosměrná, jako byla dříve. Sestup je ovšem nepříjemný kvůli strmým kamenitým úsekům.

## Horolezecký výstup ze sedla
Kopské sedlo je výchozím místem pro horolezecký výstup na Jahňací štít. Pěšina směřuje na jihozápad k Jahňacímu hrbu, kde se změní na skalnatý severovýchodní hřeben Jahňacího štítu, po kterém vede výstup až na vrchol. Horolezecká obtížnost je hodnocená stupněm 2 UIAA. První zaznamenaný výstup tudy vykonali Károly Jordán a R. Schwiecker 27. května 1907. Historicky nejistý sestup hřebenem roku 1793, který měli vykonat Robert Townson s místním lovcem kamzíků Hansem Grossem po svém výstupu na vrchol normální cestou po dnešní žluté turistické značce.

## Původ názvu
Sedlo, okolí doliny i vrcholky mají jména s německým hornickým jádrem. Samotné sedlo, doliny Meďodoly i Dolina Kežmarskej Bielej vody etymologicky odkazují na těžbu mědi na geologické hranici mezi vápencovými Belianskými Tatrami a žulovo-rulovými Vysokými Tatrami. Měď se těžila také v severní stěně Jahňacího štítu, pod Kozím štítem a v úbočí Belianské kopy. Poukázal na to Anton Marec ve své knize Po stopách tatranských názvov (Martin, Vydavateľstvo Matice slovenskej 2018).

## Panorama

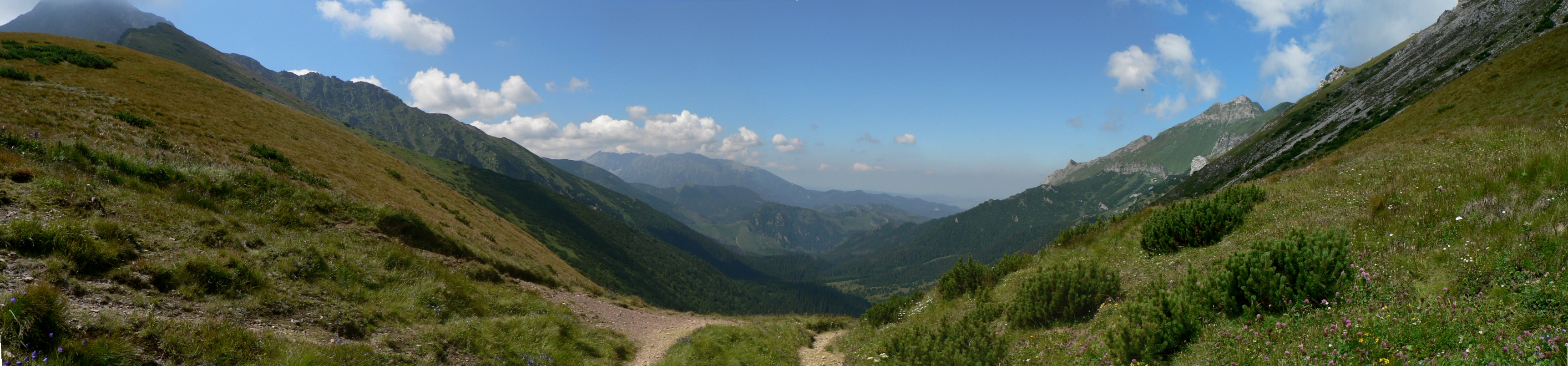
Pohled z Kopského sedla k západu do doliny Zadné Meďodoly